# Santa pirateria. Avventure al tempo delle gesta di Fiume
Santa pirateria. Avventure al tempo delle gesta di Fiume  è un romanzo avventuroso a sfondo storico-bellico del 1939 scritto e illustrato (con 62 disegni) da Yambo (pseudonimo di Enrico Novelli).

## Trama
Il libro, in forma romanzata (e rifacendosi alla prosa del quasi contemporaneo Emilio Salgari), racconta le eroiche gesta avvenute venti anni prima degli Uscocchi fiumani, soldati di ventura inquadrati da Gabriele D'Annunzio in veloci unità navali che garantivano rifornimenti ai legionari di Ronchi (poi Ronchi dei Legionari), per la città di Fiume assediata dall'esercito italiano di Francesco Saverio Nitti, con azioni di razzia verso il naviglio straniero che incappava nelle loro incursioni . Per il loro coraggio, il Vate aveva ripreso il termine Uscocchi che in quelle terre si erano distinti nel Cinquecento per l'audacia e il valore militare. Il racconto tenta anche di illustrare l'alone mistico che queste figure suscitavano, tratteggiandone il contesto culturale, sociale e politico .

## Edizioni
- Yambo, Santa pirateria. Avventure al tempo delle gesta di Fiume, Firenze, G. Nerbini, 1939.
- Yambo, Santa pirateria. Avventure al tempo delle gesta di Fiume, Cusano Milanino, AGA, 2013.